# Bazylika kolegiacka św. Małgorzaty w Nowym Sączu
Bazylika kolegiacka św. Małgorzaty, Sanktuarium Przemienienia Pańskiego w Nowym Sączu – kościół w Nowym Sączu posiadający tytuł bazyliki mniejszej, siedziba Kapituły kolegiackiej w Nowym Sączu.

## Historia

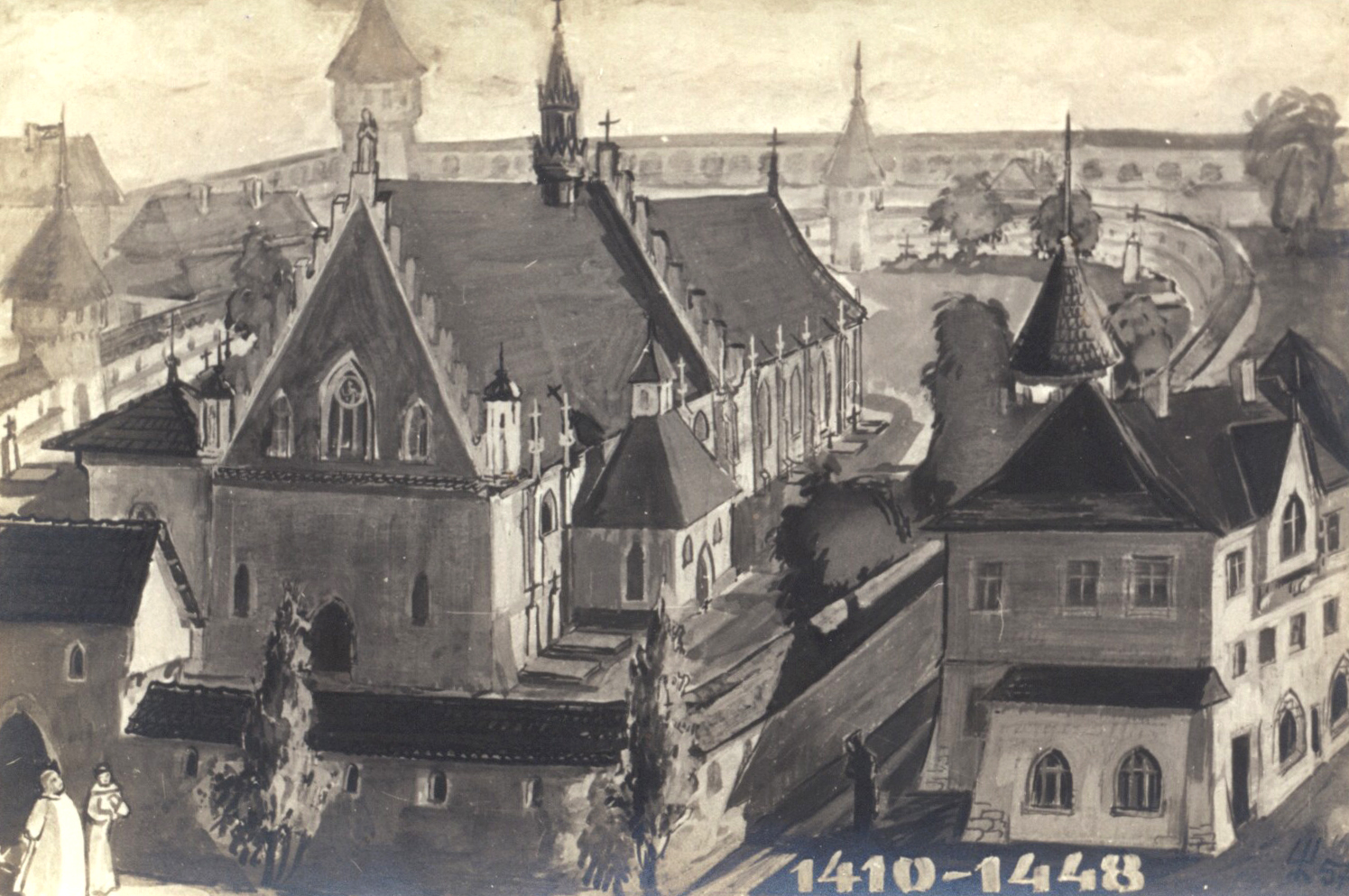
Bazylika

Kościół pochodzi z przełomu XIII / XIV wieku. W roku 1448 podniesiony przez biskupa krakowskiego Zbigniewa Oleśnickiego do rangi kolegiaty. W trakcie XV-wiecznych przebudów powstały m.in. dwie wieże: północna (1460 r.) i południowa (ukończona w 1507 r., z fundacji biskupa krakowskiego Jana Konarskiego). Ta druga, ze względu na błędy konstrukcyjne grożąca zawaleniem, została rozebrana około 1580 r. i ponownie odbudowana w stylu pełnego renesansu. Ponieważ pełniła ona funkcję dzwonnicy, zawieszono na niej cztery dzwony: potężny „Michał Archanioł” (największy w Małopolsce po „Zygmuncie”) i mniejsze – „św. Jan”, „św. Małgorzata” i „św. Marcin”. Dalsze istotne zmiany w wyglądzie kościoła pojawiły się w wyniku dobudowy kaplic: św. Jakuba (prawdopodobnie na przełomie XV i XVI w.) oraz Wniebowzięcia Matki Bożej (druga połowa XVI w.). Przebudowy te doprowadziły do zatarcia dawnych cech stylowych.
Dzwony kościelne zostały zarekwirowane przez Austriaków na cele wojenne 10 października 1916 r.; podobnie postąpili Niemcy z dwoma nowymi dzwonami w roku 1941. W okresie międzywojennym rozpoczęto odnowę i częściową rekonstrukcję dawnego wyglądu kościoła. W latach 1955–59 nastąpiła przebudowa wież, nadająca im dawny wygląd; w latach 1969–73 przebudowano wnętrza. W 1992 r. papież Jan Paweł II nadał kościołowi tytuł bazyliki mniejszej.

## Architektura i wnętrze

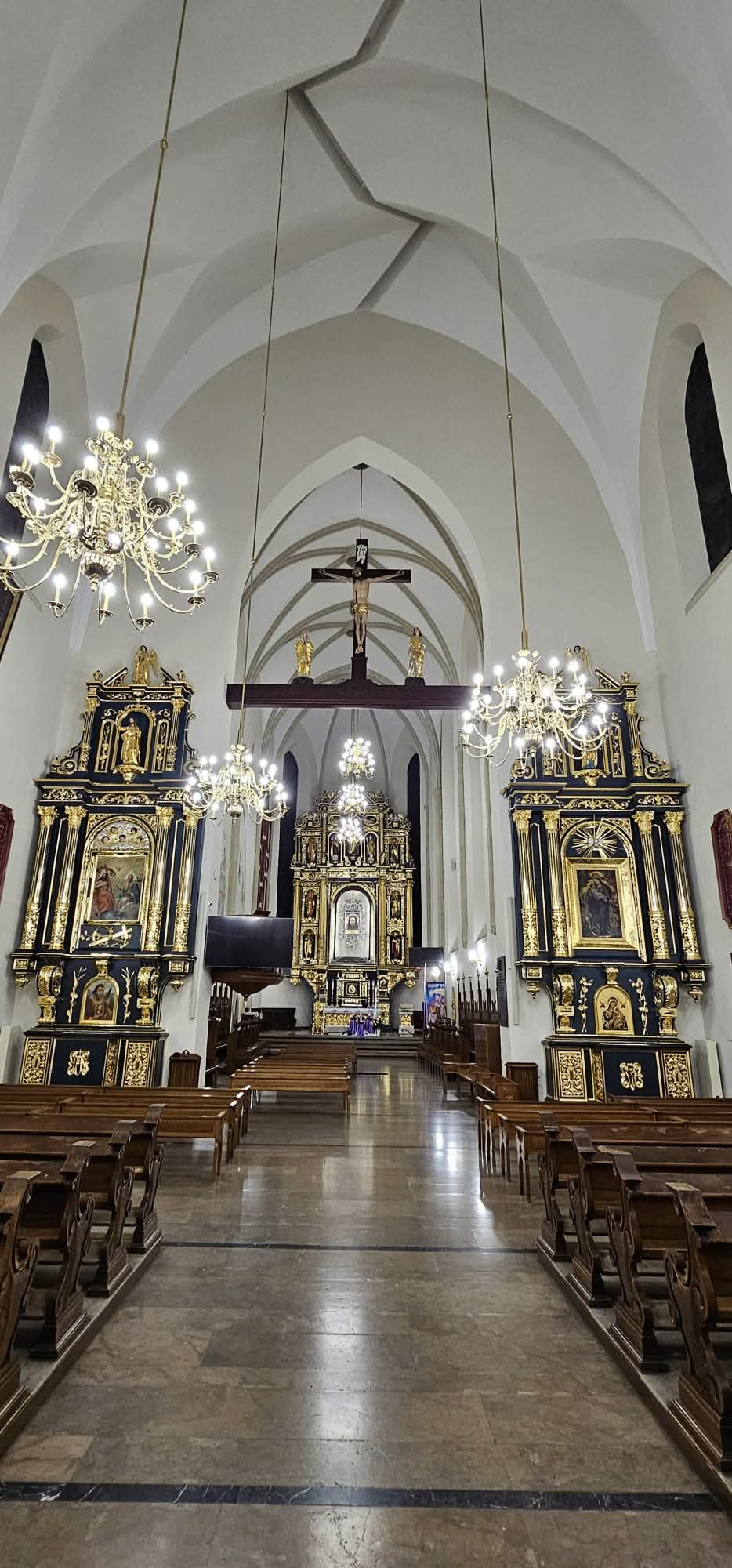
Wnętrze

Budynek kościoła posiada elementy gotyckie i barokowe. W jego skład wchodzi fasada barokowa z dwiema wieżami, nawa główna poprzedzona kruchtą łączącą wieże, po jej bokach kaplice.
Najstarszym malowidłem jest fragmentaryczna (odkryta w roku 1970) gotycka polichromia z 1360 r. na południowej ścianie prezbiterium, przedstawiająca sceny męczeństwa i ukrzyżowania.
W ołtarzu głównym znajduje się obraz z kręgu Veraicon – wizerunek Przemienienia Pańskiego, pochodzenia włoskiego, datowany na XV wiek, przeniesiony tu w 1785 r. Ponadto wyposażenie wnętrza stanowią m.in.: figura Madonny z Dzieciątkiem z XIV wieku, fryz z płaskorzeźb apostołów przywieziony po bitwie grunwaldzkiej, trzy portale gotyckie z XV wieku, chrzcielnica z 1557 roku, ołtarz główny i dwa boczne, późnorenesansowe z XVII wieku, w nawie dwa rokokowe ołtarze boczne. Organy 34-głosowe wykonał Włodzimierz Truszczyński z Warszawy.

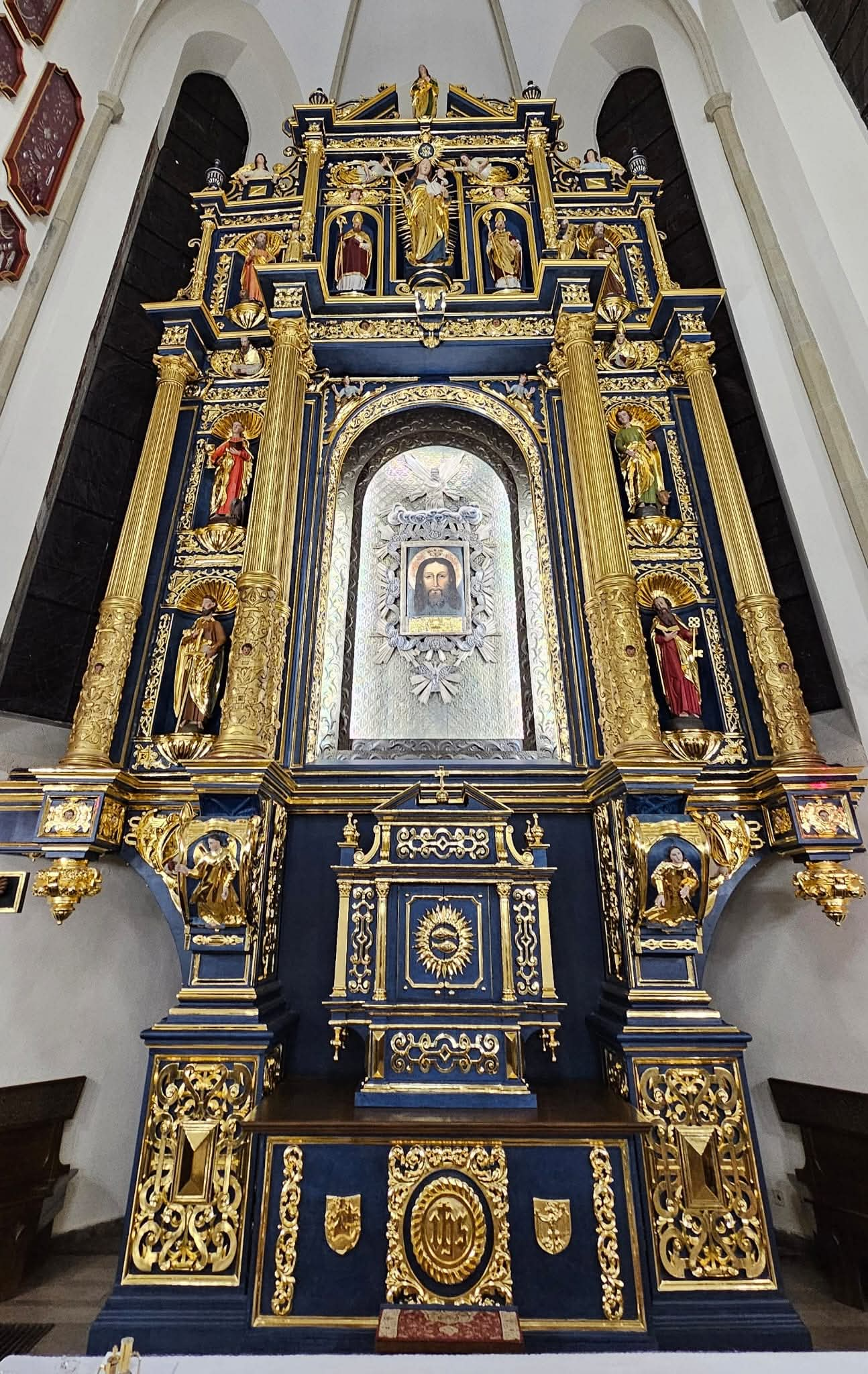
Ołtarz główny Bazyliki

Kościół w swojej pierwotnej gotyckiej postaci posiadał układ dwunawowy z trzema filarami ustawionymi na osi świątyni. Rozwiązanie takie było dosyć rzadko stosowane ze względu na ograniczenie funkcjonalności i sprzeczność z zasadami klasycznej kompozycji architektonicznej, uznającej za błąd ustawianie podpór na osi budowli. Układ ten nie zachował się – podpory zostały usunięte podczas przebudowy, a pierwotne sklepienia nad nawami zastąpiono najpierw płaskim stropem drewnianym, a następnie stropem żelbetowym podczas gruntownej przebudowy w latach 70. XX w.
W przyziemiu północnej wieży kolegiaty zachowały się drzwi, na których w 1617 r. podpisało się czterech hejnalistów miejskich. Napis ten - znany z rysunku Stanisława Wyspiańskiego - dziś jest już słabo czytelny.

## Organy

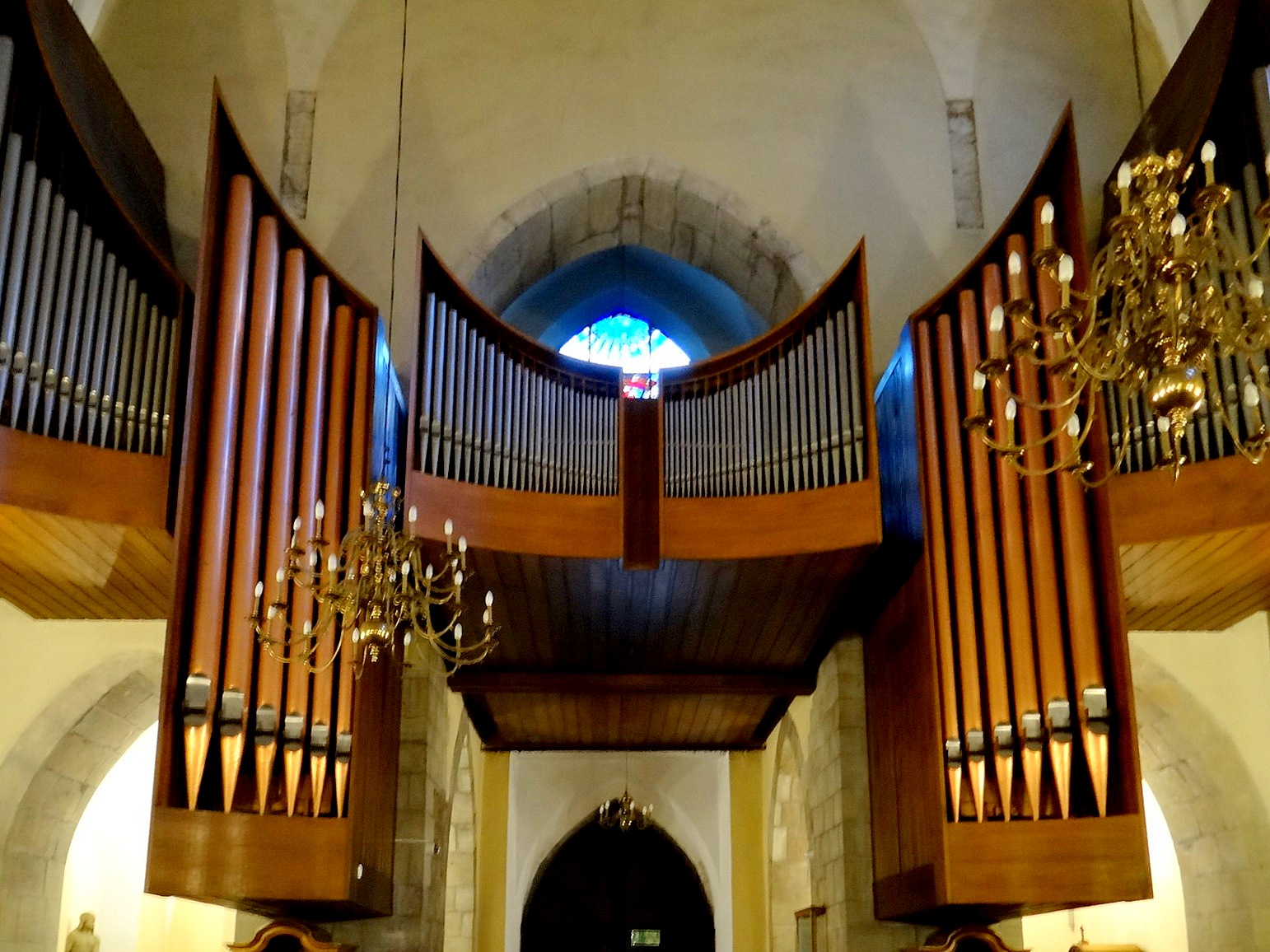
Organy Bazyliki

Organy zostały wybudowane w 1978 roku przez Włodzimierza Truszczyńskiego.
Dyspozycja instrumentu:
| Manuał I            | Manuał II          | Manuał III           | Pedał            |
| ------------------- | ------------------ | -------------------- | ---------------- |
| 1. Flet Kryty 8'    | 1. Bourdon 16'     | 1. Flet drewniany 8' | 1. Pryncypał 16' |
| 2. Gemshorn 8'      | 2. Pryncypał 8'    | 2. Flet rurkowy 4'   | 2. Subbas 16'    |
| 3. Pryncypał 4'     | 3. Flet rurkowy 8' | 3. Pryncypał 2'      | 3. Oktawa 8'     |
| 4. Kwintadena 4'    | 4. Salicet 8'      | 4. Nasard 1 1/3'     | 4. Flet 8'       |
| 5. Sesquialtera 2x  | 5. Oktawa 4'       | 5. Cymbel 3x         | 5. Oktawa 4'     |
| 6. Róg nocny 2'     | 6. Flet prosty 4'  | 6. Vox humana 8'     | 6. Mixtura 5x    |
| 7. Oktawa 1'        | 7. Kwartan 2x      |                      | 7. Puzon 16'     |
| 8. Mixtura Acuta 4x | 8. Flet leśny 2'   |                      | 8. Clairon 4'    |
| 9. Regał 16'        | 9. Mixtura 5-6x    |                      |                  |
| 10. Szałamaja 8'    | 10. Trompet 8'     |                      |                  |